# Thomas Hicks (atlet)
Thomas John Hicks, ameriški atlet, * 7. januar 1875, Birmingham, Anglija, Združeno kraljestvo, † 2. december 1963,
Hicks je nastopil na Poletnih olimpijskih igrah 1904 v St. Louisu, kjer je osvojil naslov olimpijskega prvaka v maratonu. V cilj je sicer pritekel za Fredom Lorzem, ki pa se je večji del maratona prepeljal v avtomobilu, zato je bil diskvalificiran.